# 베티 토머스
베티 토머스(Betty Thomas, 1948년 7월 27일 ~ )는 미국의 배우 및 영화 감독이다.

## 출연 작품
- 데스페라도 (2014)
- 앨빈과 슈퍼밴드 2 (2009)
- 존 터커 머스트 다이 (2006)
- 게스 후? (2005)
- 서바이빙 크리스마스 (2004)
- 아이 스파이 (2002)
- 미녀 삼총사 (2000)
- 28일 동안 (2000)
- 더 이상 참을 수 없어 (1998)
- 닥터 두리틀 (1998)
- 언터쳐블 가이 (1997)
- 레이트 쉬프트(영어판) (1996)
- 브래디 펀치 (1995)
- 마이 브레스트 (1994)
- 온리 유 (1992)
- 비버리 힐스 돌격대 (1989)
- 천재 소년 두기 (1989)
- 프리즌 포 칠드런 (1987)
- 여교사 (1982)
- 고물차 소동 (1980)
- 잭슨 카운티 제일 (1976)
- 라스트 어페어 (1976)